# Атлікаси
Атліка́си (рос. Атликасы, чув. Атликасси) — присілок у Чувашії Російської Федерації, у складі Великошемердянського сільського поселення Ядринського району.
Населення — 239 осіб (2010; 287 в 2002, 353 в 1979, 457 в 1939, 439 в 1926, 412 в 1897, 321 в 1859).

## Історія
Засновано 18 століття як виселок села Богородське (Балдаєво). До 1866 року селяни мали статус державних, займались землеробством, тваринництвом. 1930 року утворено колгосп «Борець». До 1861 року присілок входив до складу Шемердянської, а до 1927 року — Балдаєвської волостей Ядринського повіту, з переходом на райони 1927 року — у складі Ядринського району.

## Господарство
У присілку працюють клуб та магазин.